# Kleerup
Андрес Пьер Клеруп (швед. Andreas Per Kleerup; род. 2 апреля 1979), известный как Kleerup — шведский продюсер, автор песен, мультиинструменталист, барабанщик, член группы The Meat Boys из Стокгольма, Швеция. Его первым большим сотрудничеством было продюсирование сингла «With Every Heartbeat» шведской певицы Робин. Песня стала номером один в чарте Великобритании. Kleerup также включил песню в свой дебютный одноимённый альбом. Он также сотрудничал с Синди Лопер, Нене Черри, Люкке Ли и Лорин. В 2009 году он выиграл шведскую премию «Грэммис» как «Новичок года», «Композитор года» и «Продюсер года». В 2010 году по версии журнала NME Kleerup стал одним из 20 самых популярных продюсеров.
Его группа Me and My Army выпустила свой дебютный альбом в 2011 под названием Thank God for Sending Demons. Kleerup записал музыку для полуфинала «Евровидения 2013» 14 мая в Мальмё под названием «Northern Light». В сентябре 2014 года Kleerup выпустил две мини-пластинки As In We Never Won и получил награду за песню «Let Me In» с участием Сюзанн Сундфор. H&M воспользовался треком для своей рекламной кампании Fall Fashion 2014, а также в кино, телевидении и интернете.

## Дискография

### Альбомы
| Год  | Название альбома | Чарты | Чарты | Чарты |
| Год  | Название альбома | SWE   | Uk    |       |
| ---- | ---------------- | ----- | ----- | ----- |
| 2008 | Kleerup          | 7     | —     |       |
| 2012 | Aniara           | 47    | —     |       |

### Мини-альбомы
| Год  | Название альбома                            | Чарты | Чарты | Чарты |
| Год  | Название альбома                            | SWE   | UK    |       |
| ---- | ------------------------------------------- | ----- | ----- | ----- |
| 2009 | Hello Holla EP                              | —     | —     |       |
| 2009 | Lead Singer Syndrome(with Markus Krunegård) | —     | —     |       |
| 2014 | As If We Never Won                          | 52    | —     |       |
| 2016 | Det var den sommaren                        | —     | —     |       |

### Синглы
| Год  | Название сингла                        | Чарты | Чарты | Чарты |
| Год  | Название сингла                        | SWE   | DK    | UK    |
| ---- | -------------------------------------- | ----- | ----- | ----- |
| 2005 | «Medication»                           | —     | —     | —     |
| 2007 | «With Every Heartbeat» (feat. Robyn)   | 18    | 7     | 1     |
| 2008 | «Longing for Lullabies» (feta. Titiyo) | 7     | 10    | —     |
| 2008 | «3AM» (feat. Marit Bergman)            | 35    | —     | —     |
| 2008 | «Forever» (feat. Neneh Cherry)         | 56    | —     | —     |
| 2013 | «Requiem Solution» (feat. Loreen)      |       |       |       |
| 2014 | «I Got You» (feat. Ola Salo)           |       |       |       |
| 2014 | «Let Me In» (feat. Susanne Sundfør)    | —     | —     | —     |
| 2015 | «Imorgon är en annan dag»              | 43    | —     | —     |
| 2015 | «Så länge skutan kan gå»               | 54    | —     | —     |
| 2015 | «Beautiful Life»                       | 60    | —     | —     |